# Малан, Даниель Франсуа
Дание́ль Франсуа́ Мала́н (африк. Daniël François Malan; 22 мая 1874, Рибек-Вест, Капская колония — 7 февраля 1959, Стелленбос, ЮАС) — южноафриканский кальвинистский проповедник, политик и государственный деятель африканерского национализма. Лидер Национальной партии, премьер-министр Южно-Африканского Союза в 1948—1954 годах. Идеологически сформулировал и проводил в жизнь политику апартеида как государственной системы.

## Происхождение
Происходил из рода французских гугенотов, в конце XVII века перебравшихся в Южную Африку из-за религиозных гонений. Клан Маланов был известен и влиятелен в африканерской общине. Предки Даниеля Франсуа Малана участвовали в войнах с зулусами, восстаниях против британцев и Великом треке. Даниель Франсуа Малан-старший, отец Даниеля Франсуа Малана, был фермером и кальвинистским проповедником.
Патриархальное родовое воспитание Маланов основывалось на бурских традициях и идеях африканерского национализма. Родители Даниеля Франсуа, по его воспоминаниям, были воплощением протестантского благочестия. В то же время Даниель Франсуа с детства наблюдал несоответствие провозглашаемых принципов с реальным поведением — факты бытовой распущенности, внебрачные связи белых мужчин с цветными и негритянскими женщинами. Впоследствии эти детские впечатления способствовали его убеждённости в необходимости расовой сегрегации.
Даниель Франсуа имел восьмерых братьев и сестёр. Четверо из них умерли в детском возрасте. Глава семьи рассчитывал, что Даниель Франсуа унаследует семейную ферму. Однако физически слабый, близорукий и застенчивый по характеру сын не был к этому расположен, что приводило к конфликтам. Даниель Франсуа желал стать юристом; Малан-старший презирал адвокатов как «профессиональных лжецов».
Даниель Франсуа Малан окончил в Стелленбосе семинарию Голландской реформатской церкви и Колледж Виктории по курсу математики и естественных наук. Несмотря на природную замкнутость и необщительность, Малан активно участвовал в студенческих дискуссиях. Выступал с позиций африканерского национализма и кальвинистской этики; резко критиковал политику британских колониальных властей и компании De Beers, а также социалистические идеи. Увлекался немецкой философией, особенно Фихте и Кантом. Политически полностью поддерживал бурские республики, восхищался президентом Трансвааля Паулем Крюгером.

## Пребывание в Европе
В англо-бурской войне Даниель Франсуа Малан участия не принимал. В 1900 году он направился в Утрехтский университет для богословских исследований. При этом он учитывал, что Голландия в наибольшей степени поддерживала буров. Это давало ему возможность вести пробурскую пропаганду в Европе. В декабре 1900 Малан участвовал в триумфальной встрече президента Крюгера в Гааге.
Малан побывал также на родине предков во Франции, в кальвинистской Швейцарии, а также в Германии, Норвегии и Великобритании. В августе 1902 года представлял Южную Африку на Всемирной конференции христианских студентов в Дании. 10 октября 1902 года Даниель Франсуа Малан встретился в Утрехте с Паулем Крюгером, ушедшим в изгнание после поражения буров. Встречался также с Луисом Ботой, Христианом де Ветом, Коосом де ла Реем.
Путешествия по Европе утвердили Малана в антибританских взглядах: Британскую империю он рассматривал как силу, навязывающую миру универсальную англосаксонскую капиталистическую модель, подавляющую культурное своеобразие рас и наций. По сходным причинам Малан категорически отвергал марксизм и социализм. Кроме того, он сделал вывод, что европейские государства не поддержат борьбу африканеров, и сохранение бурской культуры является их собственной национальной задачей.
В январе 1905 года Малан с отличием защитил в Утрехтском университете докторскую диссертацию по идеалистической философии Джорджа Беркли. Получил степень доктора богословия. Вскоре после этого он отбыл из Европы.

## Активист бурского национализма

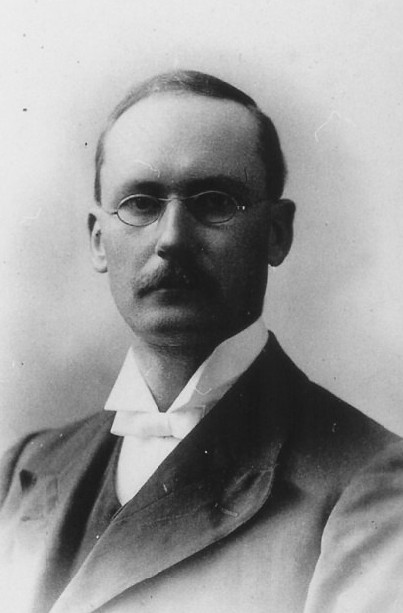
Проповедник доктор Малан. 1910 год

Вернувшись в Южную Африку, 31-летний доктор Малан стал проповедником реформатской церкви в Хейделберхе, затем в Монтегю. Активно отстаивал интересы африканерской общины, требовал государственного статуса для языка африкаанс. Занимался сбором средств в помощь ветеранам англо-бурской войны и семьям погибших буров. В конце 1907 года возглавил Общество языка африкаанс, в 1909 году участвовал в основании Южноафриканской академии литературы и искусства.
В 1912 году Малан предпринял поездку в Южную и Северную Родезию и в Бельгийское Конго, провёл там встречи с местными африканерскими диаспорами. В Конго Малан проникся неприязнью к кочевому образу жизни и посчитал джунгли неприемлемым местом проживания.
С 1906 года Даниель Франсуа Малан воспринимался как идейно-политический лидер африканерских националистов. В своих политических выступлениях он отвергал компромиссы с британскими властями, пропагандировал идею африканерской независимости. Настаивал на теократическом кальвинистском характере будущего государства. Часто использовал в политической агитации библейские образы и сюжеты. При этом его богословские и философские воззрения не были догматичны — так, Малан признавал теорию Дарвина.
Общественные взгляды Малана во многом основывались на социальном дарвинизме. Для него была непреложна иерархия цивилизаций, расовые различия он считал созданными Провидением. Африканерская нация определялась общностью белой расы, европейского происхождения, языка африкаанс, кальвинистского вероисповедания и приверженности бурским традициям. Цивилизацию белых он считал христианской и развитой, негритянскую — языческой и примитивной. Соответственно, цивилизаторскую миссию в Африке рассматривал как обязанность белых, прежде всего африканеров-кальвинистов.
При этом следует учитывать, что в бытовой повседневности Малану почти не приходилось общаться с чернокожими. Его представления о неграх были отвлечёнными и абстрактно-теоретичными. Вопросы межрасовых отношений в Южной Африке в первой половине XX века не рассматривались как первостепенные. Они оттеснялись на задний план противоречиями между африканерами и британцами.

## Деятель Национальной партии
В 1914 году Южно-Африканский Союз включился в Первую мировую войну на стороне Великобритании и Антанты. Южноафриканские войска были посланы в Европу и вели бои с немецкими контингентами в Юго-Западной Африке.
Участие в войне за Британию было непопулярно в африканерской общине. Радикальные африканерские националисты подняли вооружённое восстание, подавленное правительством Луиса Боты. Даниель Франсуа Малан непосредственно не участвовал в восстании, но всячески выражал ему поддержку и добивался от друга юности Яна Смэтса помилования пленных повстанцев.
В 1915 году африканерские националисты во главе с Джеймсом Барри Герцогом основали Национальную партию. Одним из первых в неё вступил Даниель Франсуа Малан. В июле ему было поручено редактирование печатного органа партии — газеты Die Burger (издание существует в ЮАР по сей день). В сентябре он возглавил партийную организацию Капской провинции. Особое влияние Малан уделял проблеме «белой бедности», призывая преодолевать её за счёт благотворительности и создания новых рабочих мест в промышленности. При этом Малан настаивал на строжайшей расовой сегрегации на производстве. Именно с этого времени он стал систематически касаться вопросов межрасовых отношений. В 1918 году Малан был избран в парламент ЮАС. Вступил в африканерское тайное общество Брудербонд.
Национальная партия выразила поддержку 14 пунктам Вильсона, особенно в части самоопределения населения колоний. Южноафриканская делегация, в которой состоял и доктор Малан, участвовала в Версальской мирной конференции. Однако требования африканерских националистов отклонялись, поскольку сами они рассматривались как прогерманские политики. Дэвид Ллойд Джордж дал понять, что не считает Герцога и Малана законными представителями Южной Африки (ссылаясь в том числе на отсутствие в делегации представителей негритянского большинства). Доктор Малан вновь убедился в отторжении Европой бурских стремлений и ценностей.

## В правительстве и в оппозиции
В руководстве партии Малан старался создать союз африканерских националистов с цветными политическими активистами на антибританской основе. Кроме того, он устанавливал альянс с лейбористами на основе антикапитализма. В 1924 году коалиция националистов и лейбористов одержала победу на выборах. Правительство сформировал Джеймс Герцог. Доктор Малан получил в кабинете Герцога пост министра внутренних дел, образования и здравоохранения. Оставался в этой должности в течение девяти лет.
На министерском посту Малан добился утверждения африкаанс, наряду с английским, как второго официального языка (вместо голландского). Он ввёл систему иммиграционных квот, ограничив въезд в ЮАС из англоязычных стран. В 1928 году под влиянием Малана был утверждён новый флаг ЮАС — на котором британский Юнион Джек занимал более скромное место, чем в прежней символике.
В 1930 году по инициативе Малана белым женщинам были предоставлены избирательные права. Общее положение в стране осложнилось из-за засухи и Великой депрессии. Доктор Малан поддерживал Герцога в противоборстве с Яном Смэтсом и Тельманом Русом, которых считал англофилами.
После выборов 1933 года было принято решение о слиянии Национальной партии Герцога с Южноафриканской партией Смэтса. Доктор Малан и его радикальные сторонники, особенно в Кейптауне, выступили решительно против. 19 депутатов парламента во главе с Маланом учредили Воссоединённую национальную партию, выступающую за провозглашение африканерской республики. На выборах 1938 года партия получила почти 250 тысяч голосов. Доктор Малан и его сторонники активно участвовали в праздновании 100-летия Великого трека и Битвы на Кровавой реке.
Начало Второй мировой войны обострило политическую ситуацию в Южной Африке. Радикальные африканерские националисты сгруппировались в пронацстскую военизированную организацию Оссевабрандваг Йоханнеса ван Ренсбурга. Активисты организации вели агитацию в поддержку Третьего рейха, боевики организации совершали диверсии, взрывы на железных дорогах и линиях электропередач, нападали на военнослужащих. Правительство Яна Смэтса преследовало Оссевабрандваг по законам военного времени.
Доктор Малан выступал за нейтралитет Южной Африки. Гитлеровскую Германию он рассматривал как антибританскую силу. Однако он не был сторонником нацизма, поскольку считал его идеологию антихристианской.
В 1942 году доктор Малан опубликовал своей проект конституции Южной Африки, в котором говорилось о расовой сегрегации, доминировании белого населения и «христианском патернализме». Таким образом были в целом сформулированы основные установки будущей системы апартеида.
На выборы 1948 года партия Малана шла под лозунгами африканерского национализма, раздельного развития рас, антикоммунизма, отстаивания экономических интересов ЮАС, социальной поддержки ветеранов-африканеров. В новых послевоенных условиях это встретило поддержку большинства белых избирателей. Партия одержала победу и сформировала своё правительство. В 1951 году она вновь приняла название Национальная партия.

## Глава правительства апартеида

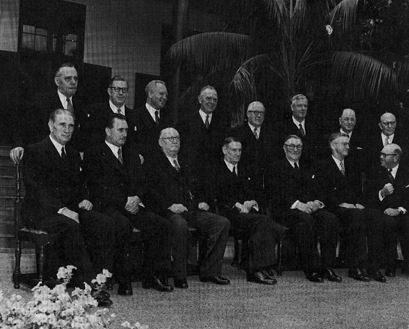
Правительство Даниеля Франсуа Малана (третий слева в первом ряду), 1953 год. Слева от Малана — Йоханнес Стрейдом, справа — генерал-губернатор Эрнест Янсен. Во втором ряду третий справа — Хендрик Фервурд

4 июня 1948 года 74-летний Даниэль Франсуа Малан стал премьер-министром Южной Африки и министром иностранных дел. Все министерские посты получили активисты Брудербонда. Министром по делам коренных народов стал радикальный африканерский националист Хендрик Фервурд. Правительственные решения принимались по согласованию с руководством Брудербонда.
В период премьерства Малана были заложены основы апартеида как государственной системы. В 1950 году был введён подготовленный в ведомстве Фервурда фундаментальный акт апартеида — Закон о регистрации населения, в соответствии с которым каждый житель Южной Африки регистрировался в специальном Бюро расовой классификации как представитель одной из трёх (впоследствии четырёх) расовых групп — белые, чёрные, цветные (впоследствии также индийцы). Политические права, социальные статусы, экономические возможности напрямую зависели от положения в расовой иерархии, вершину которой занимали белые, промежуточное положение — цветные и индийцы, низы — чёрное большинство.
Закон о властях банту закрепил привилегии и прерогативы традиционных африканских племенных вождей, но поставил их под плотный политический контроль правительства. Вступили в силу также Закон о пропусках, согласно которому жёстко ограничивавший негров в свободе передвижения и Закон о раздельных услугах конституировал расовую сегрегацию общественных помещений, служб и транспорта. Ещё раньше были запрещены межрасовые браки внебрачные связи, ограничено межрасовое бытовое общение. С 1950 действовал Закон о подавлении коммунизма, запретивший в Южной Африке все коммунистические организации. При этом понятие «коммунизм» трактовалось крайне расширительно — «коммунистом» по закону мог быть объявлен практически любой оппозиционер. Кроме того, в определении коммунизма делались нетрадиционные акценты: сутью этой идеологии называлось «разжигание вражды неевропейских рас к европейским». Именно этот закон подтолкнул Африканский национальный конгресс и Панафриканский конгресс к союзу с Южноафриканской компартией.
Расовое неравенство в колониальной Южной Африке существовало и прежде. Главным методом его поддержания была экономическая дискриминация. 1948 год стал переломным в том плане, что правительство Малана распространило дискриминацию на все сферы жизни, закрепило законодательно и обосновало идеологически.
В то же время правительство Малана пыталось наладить отношения с частью «цветной» общины, привлечь её на поддержку Национальной партии. Инициировались также социальные проекты для бантустанов, дабы обеспечить лояльность чернокожего населения, прежде всего верхушки.
Важную роль играли церемониальные мероприятия, направленные на сплочение африканерской общины, государственное культивирование бурских традиций. Были объявлены праздничными днями 6 апреля (дата прибытия Яна ван Рибека в Южную Африку в 1652 году) и 10 октября (день рождения Пауля Крюгера).
Внешняя политика правительства Малана сталкивалась с серьёзными трудностями. Начавшийся процесс деколонизации, появление в ООН независимых афроазиатских государств представлялись ему нарушением основ мирового порядка. Малан пытался интегрировать ЮАС в систему Западного мира в контексте Холодной войны. Так, войска ЮАС участвовали в Корейской войне на стороне антикоммунистической коалиции. Экипажи южноафриканских ВВС участвовали в снабжении Западного Берлина во время Берлинского кризиса. Малан пытался сохранить членство ЮАС в Британском Содружестве. Особое внимание Малан уделял отношениям с США, Великобританией и Израилем, посетил коронацию Елизаветы II, встречался с Бен-Гурионом. При этом Малан настаивал на невмешательстве во внутренние дела Южной Африки.
Первоначально режим апартеида сохранял позиции в международном сообществе. Но уже при правительстве Малана стали возникать признаки изоляции, впоследствии вылившиеся в международный бойкот и санкции ООН против ЮАР.

## Отставка, кончина, память

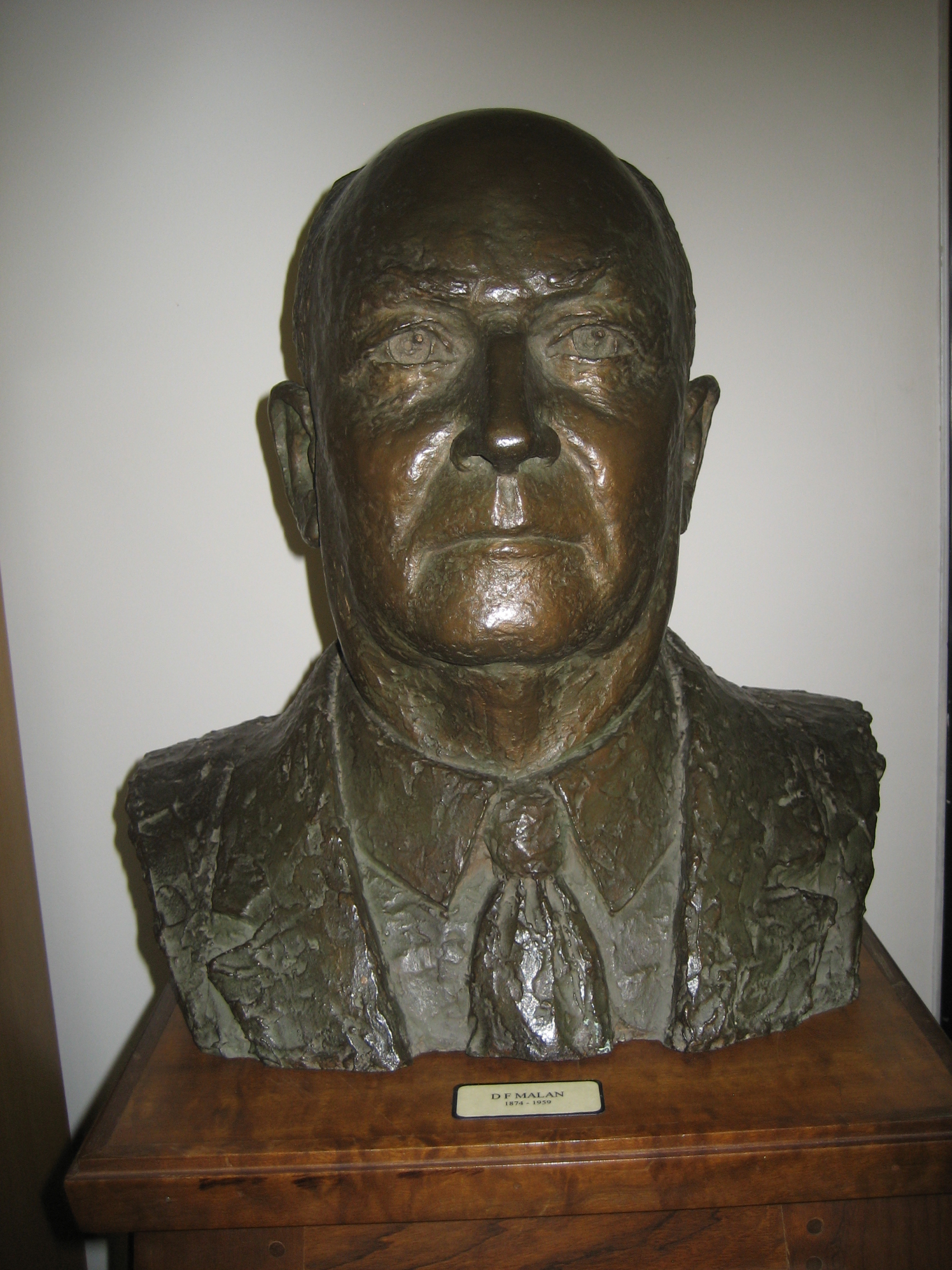
Бюст Малана в Стелленбосском университете

11 октября 1954 года 80-летний Даниель Франсуа Малан участвовал в церемонии открытия памятника Паулю Крюгеру в Претории. После завершения церемонии он сообщил о своём намерении отойти от государственных дел. Это решение он объяснил преклонным возрастом, состоянием здоровья жены и желанием провести остаток жизни в мире и покое. Свою историческую миссию Малан считал исполненной.
Своим преемником Малан назвал министра финансов Николаса Хавенгу. 19 октября 1954 года Хавенга вступил в исполнение обязанностей главы правительства (формально должность ещё занимал Малан). Однако радикальные африканерские националисты, в том числе Хендрик Фервурд, продвигали кандидатуру министра сельского хозяйства Йоханнеса Стрейдома. Радикалы считали политику Малана чересчур либеральной и умеренной. Они стремились вытеснить «патриархов» — поколение XIX века, вели дело к решительному разрыву с Британией и провозглашению независимой африканерской республики.
После полутора месяцев напряжённой внутрипартийной борьбы 30 ноября 1954 года Даниель Франсуа Малан подал в отставку с поста премьер-министра. Правительство ЮАС возглавил не Хавенга, а Стрейдом. Спустя ещё четыре года премьером стал Фервурд. В политике Национальной партии утвердился жёсткий радикальный курс.
Последние годы жизни Даниель Франсуа Малан провёл в своём доме в Стелленбосе. Писал автобиографию, но не успел закончить. Скончался от сердечного приступа в возрасте 84 лет.
При режиме апартеида Даниель Франсуа Малан считался африканерским национальным героем. В Стелленбосе был учреждён музей и мемориальный центр Малана, поставлены бюсты и памятные знаки. Именем Малана названы улицы во многих городах, аэропорт в Кейптауне (до 1995). После демонтажа апартеида и прихода к власти АНК многие из этих объектов подверглись переименованию, но ряд улиц в Претории, Кейптауне, Джермистоне сохранили имя Малана. Медаль Малана с 1961 года вручается за достижения в развитии языка африкаанс. Культ Малана сохранился в африканерском городе Орания. По опросу 2004 года Даниэль Франсуа Малан занял 81-ю позицию в перечне «100 великих южноафриканцев».

## Семья
Мать Даниеля Франсуа Малана — Анна Магдалена Малан — умерла, когда ему было 19 лет. Даниель Франсуа Малан-старший вторично женился на Эстер Фури. Малан-младший поддерживал тёплые родственные отношения с мачехой и тремя сводными сёстрами.
Младший брат Даниеля Франсуа Малана — Стефанус Франсуа Малан — унаследовал семейную ферму и занимался сельским хозяйством. Он был политическим сторонником брата, видным деятелем Национальной партии, сенатором ЮАР. Другой младший брат, Якобус Малан, работал врачом.
Старшая сестра доктора Малана — Франсина Сусанна — отличалась глубокой религиозностью, работала в благотворительных организациях, была учительницей в воскресной школе для детей белых рабочих. Младшая сестра Мария была замужем за трансваальским учителем.
Даниель Франсуа Малан был дважды женат. Первый брак он заключил в 1926 году с Мартой Маргарет Сандберг. Супруги имели двух сыновей — Даниеля Франсуа Малана-младшего и Йоханнеса Лоуренса Малана. Первый стал кальвинистским проповедником, второй — журналистом, фотографом и общественным деятелем-экологистом.
В 1930 году Марта Малан скоропостижно скончалась. В 1937 году Даниель Франсуа Малан женился на активистке Национальной партии Марии Софии Анне Лоу (на 30 лет моложе мужа). Эта женитьба осложнила отношения в клане Маланов. В 1948 году супруги Малан удочерили немецкую девочку-сироту.
Внучатый племянник Даниеля Франсуа Малана Риан Малан — журналист-расследователь, писатель и музыкант — известен как общественный активист и противник апартеида.
Дальним родственником Даниеля Франсуа Малана был видный военный деятель Магнус Малан, командующий вооружёнными силами ЮАР и министр обороны в правительстве Питера Боты.

## Интересные факты
Именем Даниеля Франсуа Малана был назван один из видов рыб. В 1952 году известный ихтиолог Джеймс Смит обнаружил у рыбаков на острове Анжуан редкий экземпляр рыбы отряда целакантообразных. Он обратился к Малану с просьбой о содействии в доставке рыбы в Южную Африку. Малан выделил для этой цели военный самолёт (вторжение в Коморское воздушное пространство спровоцировало дипломатический конфликт ЮАС с Францией). Смит назвал рыбу в честь премьера, оказавшего помощь в доставке — Malania anjouanae (Маланья анжуанская). Впоследствии было установлено, что рыба принадлежит к виду Latimeria chalumnae.